# 卡尔维亚
卡尔维亚（西班牙語：Calviá）是西班牙巴利阿里群岛的一个市镇。总面积145平方公里，总人口35977人（2001年），人口密度248人/平方公里。